# ロンデー・ホリス＝ジェファーソン
ロンデー・ジャクアン・ホリス＝ジェファーソン（Rondae Jaquan Hollis-Jefferson、1995年1月3日 - ）は、アメリカ合衆国・ペンシルバニア州チェスター出身のプロバスケットボール選手。ポジションはスモールフォワード。

## 来歴

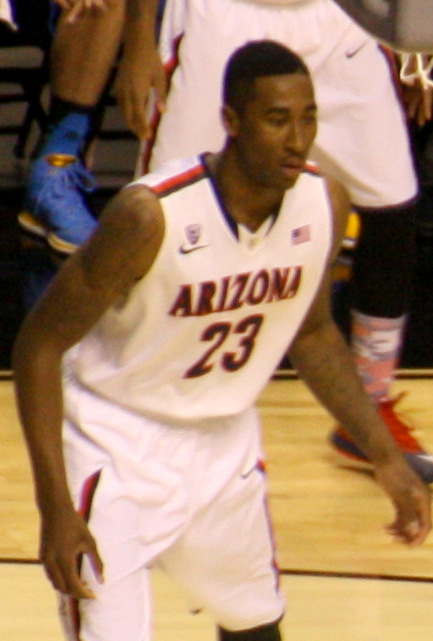
アリゾナ大学でのホリス＝ジェファーソン（2014年）

ペンシルバニア州のチェスター高校時代の2013年にマクドナルド・オール・アメリカンゲームに出場し、アリゾナ大学でチームメイトとなるアーロン・ゴードンと共にプレー。更に同年のジョーダンブランド・クラシックではジュリアス・ランドルと共にプレーするなど、全米級の逸材として注目されたホリス＝ジェファーソンは、フロリダ大学、シラキュース大学、メンフィス大学、テンプル大学などの誘いを受ける中で、最終的にアリゾナ大学に進学。1年生の2013-14シーズンはPac-12のフレッシュマンチームに選出、翌2014-15シーズンはPac-12の1stチームとディフェンスチームに選出されるなど、同大学の主力として活躍した。

### NBA
2015年のNBAドラフトにアーリーエントリーを表明。23位でポートランド・トレイルブレイザーズから指名された後、ブルックリン・ネッツとの間でメイソン・プラムリーを中心とした大型トレードが成立し、ネッツでNBA生活がスタートした。
守備職人として期待されたホリス＝ジェファーソンだったが、2015年12月に右足首に骨折。3ヶ月の欠場を強いられるなど波に乗れず、2015-16シーズンは29試合の出場で平均5.8得点に止まった。

#### ポートランド・トレイルブレイザーズ
2021年4月8日、ホリス＝ジェファーソンはポートランド・トレイルブレイザーズと10日間契約を結んだ。同年4月18日、2度目の10日間契約を結び、10日後にはシーズン終了までの本契約を結んだ。

#### トルコリーグへ
2021年9月28日、バスケットボール・スーパー・リーグとバスケットボール・チャンピオンズリーグに所属するベシクタシュJKと契約した。

## 選手としての特徴
主にジェファーソンはフォワードでプレーしている。ディフェンスが得意であり、運動能力と216cmのウイングスパンを活かして、パワーフォワードの選手相手にも守備する事ができる。

## ヨルダン代表
ヨルダン代表の帰化選手として2023年FIBAバスケットボール・ワールドカップに出場。ギリシャ戦では24得点9リバウンド3アシストという成績を残した。順位決定戦のエジプト戦とメキシコ戦では40分間フル出場するなど大会を通して活躍しており、SNS上ではコービー・ブライアントを彷彿とさせる活躍ぶりだと話題を集めた。

## 個人成績

### NBAレギュラーシーズン
| シーズン | チーム   | GP  | GS  | MPG  | FG%  | 3P%  | FT%  | RPG | APG | SPG | BPG | PPG  |
| -------- | -------- | --- | --- | ---- | ---- | ---- | ---- | --- | --- | --- | --- | ---- |
| 2015–16  | BKN      | 29  | 17  | 21.2 | .457 | .286 | .712 | 5.3 | 1.5 | 1.3 | .6  | 5.8  |
| 2016–17  | BKN      | 78  | 50  | 22.6 | .434 | .224 | .751 | 5.8 | 2.0 | 1.1 | .6  | 8.7  |
| 2017–18  | BKN      | 68  | 59  | 28.2 | .472 | .241 | .788 | 6.8 | 2.5 | 1.0 | .7  | 13.9 |
| 2018–19  | BKN      | 59  | 21  | 20.9 | .411 | .184 | .645 | 5.3 | 1.6 | .7  | .5  | 8.9  |
| 2019–20  | TOR      | 60  | 6   | 18.7 | .471 | .130 | .734 | 4.7 | 1.8 | .8  | .4  | 7.0  |
| 2020–21  | POR      | 11  | 1   | 9.7  | .500 | .000 | .563 | 2.4 | 1.2 | .2  | .4  | 2.5  |
| キャリア | キャリア | 305 | 154 | 22.2 | .449 | .212 | .735 | 5.5 | 1.9 | .9  | .5  | 9.0  |

### プレーオフ
| シーズン | チーム   | GP | GS | MPG  | FG%  | 3P%   | FT%  | RPG | APG | SPG | BPG | PPG  |
| -------- | -------- | -- | -- | ---- | ---- | ----- | ---- | --- | --- | --- | --- | ---- |
| 2019     | BKN      | 4  | 0  | 15.5 | .485 | 1.000 | .800 | 3.0 | 1.5 | .3  | 1.3 | 13.3 |
| 2020     | TOR      | 5  | 0  | 7.8  | .400 | .000  | .750 | 2.0 | .6  | .4  | .2  | 2.8  |
| キャリア | キャリア | 9  | 0  | 11.2 | .465 | .500  | .788 | 2.4 | 1.0 | .3  | .7  | 7.4  |

### カレッジ
| シーズン | チーム       | GP | GS | MPG  | FG%  | 3P%  | FT%  | RPG | APG | SPG | BPG | PPG  |
| -------- | ------------ | -- | -- | ---- | ---- | ---- | ---- | --- | --- | --- | --- | ---- |
| 2013–14  | アリゾナ大学 | 38 | 6  | 25.3 | .490 | .200 | .682 | 5.7 | 1.4 | .7  | 1.1 | 9.1  |
| 2014–15  | アリゾナ大学 | 38 | 25 | 28.7 | .502 | .207 | .707 | 6.8 | 1.5 | 1.1 | .8  | 11.2 |
| キャリア | キャリア     | 76 | 31 | 27.0 | .496 | .205 | .697 | 6.3 | 1.5 | .9  | .9  | 10.2 |